# Acanthonevroides jarvisi
Acanthonevroides jarvisi är en tvåvingeart som först beskrevs av Tryon 1927.  Acanthonevroides jarvisi ingår i släktet Acanthonevroides och familjen borrflugor. Inga underarter finns listade i Catalogue of Life.